# 長谷川しずく
長谷川 しずく（はせがわ しずく、1991年9月21日 - ）は、日本の元AV女優。マインズ所属。

## 略歴
2010年にAVデビューしたロリ系AV女優である。
2014年7月、セガのゲーム「龍が如く」のキャラクター出演をかけたセクシー女優人気投票にエントリー。同年8月24日、ニコニコ生放送の「龍が如く特別番組～セクシー女優・男の出演者発表～」で結果発表。50,318票を集め26位に、「龍が如く0 誓いの場所」への出演権を獲得した。
2015年1月、自身のブログで2015年3月いっぱいでの引退を発表。
2016年4月3日、Twitterアカウントを削除した。

## 作品

### アダルトビデオ
- 四六時中ひとり占め1（11月5日、フルセイル）
- パチコミ。 5（11月18日、プレステージ）
- 味比べ 芳醇の風味と濃厚な味わい（11月18日、MAGIC） ※オムニバス作品
- 盗撮!! OL給湯室オナニー（12月3日、イーエックス） ※オムニバス作品
- 勃起乳首責め（12月3日、イーエックス） ※オムニバス作品
- ウブな女子店員にドッキリ企画 ハレンチ試着室 14（12月7日、アイエナジー） ※オムニバス作品
- 首都圏 淫交 03（12月16日、フルセイル）
- 1日の始まりは可愛いAV女優とエッチしてから♥ 朝勃ち チ●ポハンターがイク!! 素人ユーザーの自宅へアポなし!突撃訪問!（12月23日、SODクリエイト） ※オムニバス作品
- 素人援交生中出し 100（12月31日、プラム）

- まさに、脱ぎたて(汚)下着チェック!!（1月8日、イーエックス） ※オムニバス作品
- お一人様ナンパ 4 飲食店に1人で来ている女性に妄想を抱いたことありませんか?（1月10日、ホットエンターテイメント）
- 東京中出し女子校生 32（1月14日、S級素人）
- いもうとLOVE 18（1月15日、ケー・トライブ）
- 初撮り 清純女子校生 しずく（1月28日、宇宙企画）
- 個人的?最終面接の記録4時間（2月4日、イーエックス） ※オムニバス作品
- ロリータ性感オイルエステ 3（2月5日、アイエナジー） ※オムニバス作品
- 彼氏がいない部活一筋の女子高生がウジャウジャ合宿している温泉に偶然一人で泊まったらボクのチ○ポはモテモテだ（2月5日、SWITCH）
- パイパン中●生ロリータ中出し性交（2月15日、ワンズファクトリー）
- 育成日記 妹の美乳 10（2月15日、ケー・トライブ）
- ブルマ尻コキ女子校生 2（2月18日、セックスエージェント） ※オムニバス作品
- カメラ貸し ●録画08（2月23日、プレステージ）
- みんなのおもちゃ。（2月25日、宇宙企画）
- 地方都市ではいまだ制服のままで（2月25日、BALTAN
- 少女肉壷扱い しずく（2月25日、ラマ）
- SOFT ON DEMAND presents ピッチピチの未成年オンナノコ 限定(生)出演♥ 卒業式を終えたばかりの女子校生と(恥)出張生脱ぎ 野球拳 in MM号（3月5日、SODクリエイト）
- 新卒アイドル女子社員 Vol.11（3月11日、S級素人）
- 手を使わずお口だけで連続射精 よつんばいフェラ 2（3月18日、セックスエージェント） ※オムニバス作品
- ○学生 しずくちゃん 悶絶初アクメと中出しの記録 11（3月20日、プラネットプラス）
- JK援交 VOL.28 ガチ中出し（3月24日、サムシング）
- ひとりっ子の僕は妹と同部屋の友人が羨ましい。 自分の胸の膨らみに気付いていない妹とその友達が、ノーブラで部屋をウロウロしたり、パンツ丸見えでゲームしている。だから放課後は必ず友人の家に遊びに行くようにしている。（4月7日、Hunter）
- クセになっちゃう指ピストンオナニー（4月13日、マルクス兄弟） ※オムニバス作品
- 女子校生だらけのムレムレ黒スト脚コキ 2（4月15日、セックスエージェント） ※オムニバス作品
- ミニスカ女子校生の萌える足コキ。（4月15日、セックスエージェント） ※オムニバス作品
- ツインテールJK しずくちゃん（4月15日、ザック）
- 裏原style（4月25日、kawaii*）
- 実の妹とSEX温泉旅行（5月1日、ワンズファクトリー）
- 女子●●生 拉致監禁 7（5月1日、ローグプラネット）
- 近親相姦!! 父親が敏感な娘と2人っきりでAV鑑賞（5月7日、アイエナジー） ※オムニバス作品
- 偶然パンツが見えている女の子の事が気になってスカートの中を覗いていたら目が合ってしまい… 2（5月11日、DOC） ※オムニバス作品
- 妹が二段ベッドの下で毎晩オナニーしていてもうガマンできない（5月27日、EROTICA）
- 美少女制服レズ日記 4（6月20日、ピーターズ）
- JK SOAP VOL.3（6月25日、Kplus）
- 放課後、汗の匂いが香る制服姿の未成年女子校生がおじさん相手に一生懸命、股間スレスレを刺激してくれる「現○女子校生マッサージ店」にAV女優・長谷川しずくが潜入した!（7月7日、SODクリエイト）
- 誰にも言えない禁断のレズ恋愛 私の初めては水泳部の女の先輩 vol.2（7月7日、ディープス）
- 卒業 II 其ノ九（7月21日、プレステージ）
- フェラコレ2011夏SP（7月25日、隼エージェンシー） ※オムニバス作品
- メイドto親子（7月25日、the WoRLd）
- おはズボッ! ひどい、ひどすぎる! こんな事ってある! 全身ヌレヌレあそこもヌレヌレ可愛い娘スペシャル（8月18日（レンタル）・2012年2月24日（セル）、アテナ映像） ※オムニバス作品
- 恋する乙女たちの宇宙学園（8月26日、宇宙企画）
- 制服縞パンポニーテール（8月26日、TMA） ※オムニバス作品
- 久々に会った知人の3姉妹は僕がいても薄着でいるので、思わず興奮してしまい…（9月1日、プレステージ） ※オムニバス作品
- 巫女中出し強姦（9月9日、TMA） ※オムニバス作品
- ドアノブフェラ（9月22日、KEU）  ※オムニバス作品
- お義兄ちゃん、義理の兄妹とはいえ好きになっちゃったから中出しセックスしよ 〜義妹たちは風紀委員〜（9月23日、宇宙企画）
- ツインテール歌姫しか見たくない!4時間（9月23日、TMA） ※オムニバス作品
- こだわりの手コキ 人妻編 12（9月25日、隼エージェンシー） ※オムニバス作品
- MOODYZファン感謝祭 バコバコバスツアー2011 AVアイドルNo.1決定戦SP!!（10月1日、MOODYZ）
- 家族にバレないように姪っ子とやっちゃった俺（10月20日、アキノリ） ※オムニバス作品
- ザ・ブルセラ猥褻映像!『ブラブラする女子◯生をそそのかし風俗店で働かせた。そしたら意外や意外、真面目に働いてやんの。スケベ客が病みつきになっちまったか？』（10月25日、ながえスタイル）
- 我が家のかわいいわんぱく娘（10月25日、Jump-av）
- MOODYZファン感謝祭 うらバコバコバスツアー2011 補欠者救済プロジェクト!!（11月1日、MOODYZ）
- 発禁寸前!未体験 丸見え映像 〜三人のつるっとパイパン女子校生〜（11月2日、GLAY'z）
- 放課後ソープランド 2（11月5日、アキノリ）
- 妹が俺のエロ本でこっそりオナニーをしているのを見つけて、思わず襲ってしまった…（11月5日、SWITCH）
- 校内で有名な美人3姉妹とやっちゃった俺（11月19日、アキノリ）
- 聖☆おま◆こ女学園 VOL.05（12月16日、虎堂）
- パイパンの妖精 しずく（12月23日、I.B.WORKS）

- あいつらがレズっているのを見つけてこっそりオナニーしてたらバレてしまった…さてどうする? 2（1月7日、アキノリ） ※オムニバス作品
- 謹賀新年 獅子舞ファック!? vol.1（1月7日、虎堂）
- 嫁の妹と○○しちゃった俺 4（2月9日、アキノリ）  ※オムニバス作品
- 性欲処理専門 セックス外来医院 2（2月9日、SODクリエイト） ※オムニバス作品
- ヌルヌルローション透け水着（2月10日、TMA） ※オムニバス作品
- 私たちがオナホールで抜いてあげる（2月10日、TMA） ※オムニバス作品
- 父さんを許してくれ… 悪いがお前の彼女を頂くぜ!（2月23日、アキノリ） ※オムニバス作品
- 24人の女子校生スカート尻コキ（3月1日、Fetishist/妄想族） ※オムニバス作品
- 転校したら男は僕一人ぼっちだった…。 8（3月8日、アキノリ）
- おさななじみっ!!〜フタリの関係が変わる瞬間〜長谷川しずく（3月13日、HERO）
- もうすぐ卒業だから… 学籍番号008（3月23日、ONE DA FULL）
- ユルカワ☆ガール しずく（3月25日、赤・青・黄）
- とってもエッチなナースたち（4月13日、BAZOOKA）
- 近親相姦 身内の身体にムラムラする鬼畜たち（4月25日、Jump-av）
- 強制中出し拷問（5月11日、First Star）
- TOKYO SPLASH GIRL 長谷川しずく（5月20日、ユープランニング）
- 小便エステ2（5月24日、KEU）
- 世間知らずなJKの接吻アルバイト（5月25日、アロマ企画）
- 快感ねこじゃらし（6月1日、S-Cute）
- 授業中にノーパンになってくれる従順な教え子5人と俺物語2（6月7日、アキノリ）
- Faith/ero（6月8日、TMA）※Blu-ray版同時発売
- 大胆だけど、ちょっぴりさびしがり屋なJK達のおねだり相互オナニー（6月13日、アロマ企画）
- 絶対ロリータ宣言 野外露出調教される少女（6月15日、映天）
- 非ヌキ系サロン 洗体エステで勃起しちゃった僕。6（6月21日、アキノリ）
- 甘えて甘噛み（6月21日、KEU）
- ギャルがペット 謎の奇病で知能がペット並みになってしまったギャル達があなたの愛玩動物になる世界（7月5日、GARCON）※第1回ギャルソンAV企画グランプリノミネート作品
- 地味な女子校生のネチネチとした小便いじめ（7月5日、フリーダム）
- 中出しブルマ少女狩り（7月13日、TMA）※Blu-ray版同時発売
- 痴漢バスに乗り合わせた女子校生 4時間（7月13日、ケイ・エム・プロデュース）
- ブルーレイデッキ購入後に最初に観たい、本物のフルHDエロビデオ（7月27日、BALTAN）※Blu-ray版のみ発売
- 女子校生のブルマと太もも ～むっちりブルマに顔騎された男達～（8月5日、フリーダム）
- がちゆり（8月10日、TMA） ※Blu-ray版同時発売
- アイドル候補生制服少女狩り File.14しずく（8月13日、HERO）
- 僕の部屋でAVを観ながらこっそりオナニーする妹を発見してしまった！！「お母さんに内緒にするから…」と言いくるめてAVを見たくてたまらない同級生のおませ○学生を芋づる式に呼び出させてムラムラさせたらヤレた…（9月6日、GARCON）
- 敏感乳首をお留守にしない超贅沢な騎乗位（9月13日、アロマ企画）
- 小悪魔マッサージで感じちゃった僕。その2（9月13日、アロマ企画）
- 足裏パラダイス2（9月20日、KEU）
- コスプレ例大祭 4（9月28日、TMA）※Blu-ray版同時発売
- 田舎の娘はセックスぐらいしかやることがない。（9月28日、BALTAN）
- ちびっ子たちのセックス 2 4時間（10月25日、Jump-av）
- 特撮ヒロイン催眠オーディション（11月8日、ROCKET）
- いいなりペット ～性欲処理に便利な女たち～（11月9日、LEO）
- 世界で一番大きなチンポを持つ男のSEX（11月19日、ROOKIE）
- 完全主観 罵倒地獄 2 僕に浴びせる言葉の暴力（12月5日、フリーダム）
- 女子校生監禁レイプ 連続レイプ犯たちの暴行記録 被害者6名（12月14日、ケイ・エム・プロデュース）
- パンチラなんて気にするな！なりきり！女大怪盗ゲーム（12月20日、ATOM）
- 催眠 赤 DX 52 ドキュメント編（12月20日、アウダースジャパン）
- 催眠 赤 DX 52 スーパーmc編（12月20日、アウダースジャパン）
- 催眠 赤 DX 52 スーパーコンプリート編（12月20日、アウダースジャパン）

- 女子校生のすんげぇ～ブルマ尻コキ（1月18日、映天）
- ディープスロート・ドギー・ドッグ（1月18日、映天）
- Wレズ解禁 女子校生●春クラブに堕とされた美少女たち。（2月16日、マキシング）
- 全国女子大生図鑑☆金沢 しずくちゃん（3月25日、ビッグモーカル）
- 小悪魔JK 大胆パンチラコレクション6（3月25日、アロマ企画）
- 噛みつき（4月19日、OFFICE K’S）
- 責めるJK。責められるJK。（4月19日、映天）
- キミだけに語りかけ！ロリ校生21人！オマ●コぴちゃぴちゃ指入れ自画撮りオナニー4時間DX vol.05（4月19日、GLAY'z）
- レズ ベロ接吻（4月26日、アイリング）
- 女子校生オマ○コ見せつけ手コキ 4（5月3日、OFFICE K’S）
- よーく見ててあげるからいっぱい射精してね 積極的な女子校生のセンズリ鑑賞（5月3日、OFFICE K’S）
- 見せつけレズビアン鑑賞倶楽部（5月17日、虎堂）
- トイレでオナニーしてたら気持ち良すぎて… 女子校生の大失禁お漏らしオナニー盗撮（5月17日、映天）
- わざとじゃないんです！招かれた知人宅で高○生の娘さんの着替え中に鉢合わせ！未成年のカワイイおっぱいに目がくらみ、父親の目を盗んで…（6月10日、ブリット）
- 女子校生レズビアン～乳首舐め2～（6月19日、妄想族）
- 有名女優のHな裏の顔見せます！押しに弱い女優にムチャブリしてタダでSEX出来る方法教えます。（6月20日、V＆Rプロダクツ）
- 「えっ！？本当ですかぁ？」と驚く不妊治療患者の精子採取をお手伝いするナース4（6月21日、映天）
- 美少女厳選 激イキオナニー（6月30日、Jump-av）
- スカートが捲れてパンツが見えている事に気が付かない天然ドジっ娘を感じさせろ！3（7月2日、プレステージ）
- Suddenly Triangular（7月6日、SILK LABO）
- 貧乳ぺちゃぱい小○生ぬるぬるローションマッサージ風呂ロマンス4時間（7月19日、妄想族）
- たっぷりと女の悦びを教えられる。 ～言いなり美少女と最高のセックス～（7月25日、サイドビー）
- 猛暑のある日、家のエアコンが壊れサウナ状態！！暑さに耐えきれずムレムレなスカートの奥のパンツに扇風機を当てて気持ちよさそうにしている制服姿を見ていたら…（8月1日、プレステージ）
- 素人娘おマンコおっぴろげコレクション4（8月2日、OFFICE K’S）
- kira★kira STREET GAL＆おやじっち 即尺ギャルのアナル舐めたくて学園（8月19日、kira☆kira）
- JK文化祭模擬店・ちら見せオナサポ喫茶VI（8月25日、アロマ企画）
- 机の下のフェラチオ（9月13日、アロマ企画）
- デニムスカートのパンチラ（9月13日、アロマ企画）
- パイパンにぶち込むロリータ野外レイプ（9月13日、I.B.WORKS）
- 危険日直撃！！子作りできるソープランド（9月19日、michiru）
- パイパン少女プール乱交（9月27日、TMA）
- JK限定！！危険日直撃！200万円争奪！生中出しじゃんけん大会！どっちの男がゴム付き？ゴム無しチ○ポを選んでしまったら孕んじゃう！4（10月10日、michiru）
- 衝撃スクープ撮！本番生ハメ厳禁の風俗嬢にこ～っそりコンドームを外してた～っぷり中出ししちゃった！（10月13日、カルマ）
- ●学生少女買い取り連れ込みわいせつ映像（10月18日、GLAY'z）
- 日本ツインテール研究会（10月22日、プレステージ）
- 上手すぎるフェラ 素人娘の驚きのフェラチオテクニック集めました。 VOL.5（11月1日、OFFICE K’S）
- 妄想パンチラフェロモン 【看護師編2】（11月13日、アロマ企画）
- ラブラブカップル限定 イチャイチャ羞恥スゴロク！勝てば賞金！！負ければデカチン！！（11月13日、はじめ企画）
- 超濃厚まん汁が垂れる瞬間（11月26日、ラハイナ東海）
- 国民的アイドルM-girls 誘惑大乱交 4時間SPECIAL～今どきアイドル達が業界タブーの枕営業～（12月1日、Moodyz）
- 衝撃スクープ撮！ 二段ベットの上で姉が彼氏とセックスを始めた。 下の妹は…自らの秘部をまさぐる。（12月13日、カルマ）
- ヒロインイメージファクトリー11（12月18日、GIGA）

- 全国近親相姦自慢 身内しか愛せない鬼畜な者たち3（1月30日、Jump-av）
- ぬるんちょ！包茎ち○ぽ快楽トランス2（2月5日、ジャネス）
- ステキ仮面（脚フェチ・接吻・凌辱・痴女）（2月14日、GIGA）
- マルチプルオーガズム男のW潮吹き 前潮・射精・後潮という3連続の絶頂 vol.2（2月25日、未来）
- M性感 男の潮吹きマッサージサロン3（3月1日、妄想族）
- おしごとおしえて スーパーヒロイン編（3月28日、GIGA）
- 愛液ぴちゃぴちゃかわいい妹騎乗位パイパンマッサージ（4月4日、GLAY'z）
- 女子力高めワンピース美人20人4時間 お姉さんから人妻まで好感度100％コレクション（4月10日、ホットエンターテイメント）
- 悩殺！JKパンチラ学園2（4月15日、ジャネス）
- 未体験 丸見え映像！！ ～21人のおねだり女子校生～（4月18日、GLAY'z）
- Made in Heaven 6人のメイド娘（4月30日、Jump-av）
- 美人妻をキャバクラのキャッチだと騙し連れて来た所が実は人妻専門のピンサロ 金に困った女に現金をチラつかせたらセックスまでさせてくれるか（5月1日、変態紳士倶楽部）
- 『女の口は嘘をつく。』雌女ANTHOLOGY #129 長谷川しずく（5月2日、アウダースジャパン）
- ちょいカワ女子大生捕り 普通に可愛い女子の美意識を刺激してより綺麗に変身させたら大人の交渉術でウヤムヤSEX！（5月10日、ホットエンターテイメント）
- ちょいエロバイトで小遣い稼ぎしませんか？2（5月20日、JACKAL）
- イキたくてもイカせない イカせず中出し交渉 寸止め地獄で判断能力を低下させてからナマチ○ポ挿入を誘惑、中出し交渉！デビュー女優から人気女優まで手加減なしの快楽地獄！（6月5日、Mr.michiru）
- 手で犯す M男専用手コキスト ver.2（6月5日、未来）
- 彼女の親友が机の下にこっそり隠れてフェラチオ（6月19日、ROCKET）
- 媚薬を飲ませて虜にさせる エビ反りレズエステ盗撮3（7月1日、変態紳士倶楽部）
- ケータイに夢中な女子校生は挿入されても気づかない2（8月7日、ROCKET）
- ロリータ専門いちゃいちゃ妹エステ（8月7日、アイエナジー）
- 私立スペレズ女学院 3年壁チ○ポ組（8月21日、ROCKET）
- 強制寸止め射精コントロール（8月25日、ジャネス）
- モテない僕を不憫に思った女先輩に「擦りつけるだけだよ」という約束で素股してもらっていたら互いに気持ち良すぎてマ○コはグッショリでヌルっと生挿入「え！？入ってる？」でもどうにも止まらなくて中出し！（9月6日、アイエナジー）
- 人生60年、結婚はおろか一度も彼女が出来た事ないワシに初めてのモテ期が!!今までまともに勉強して来なかったワシは意を決して夜間の定時制高校へ入学したら男はまさかのワシ一人!!あまりにも老けたおじいちゃんが居るとバカにされると思ったら大間違い!クラスの女子たちは高校中退したり親の愛情を受けずに育ったワケありちゃんたちばかりでかなり歳上のワシは安心感を与えるらしく、そんな女子たちに大モテ!しかも男はワシ一人なもんだから皆、超無防備&無警戒でパンチラ胸チラ全開!当然の事ながらそれだけで勃起!それ以前にモテるなんて初めてなモンだからただ女の子が近くに来るだけでも勃起!（9月6日、Hunter）
- 本番禁止の都内有名デリヘルでただ口説いてヤルだけじゃ収まらない！ぎらついた男たちがデリヘル嬢に生中出しするまで（9月6日、Mr.michiru）
- 『高偏差値大学に通う地味で真面目そうな眼鏡女子ほど、実は超エロいって本当？』試しに声を掛けてみたら…、敏感過ぎて痙攣しながら潮吹きまくりでイキ果てちゃいました…。5（9月12日、S級素人）
- 素人中出しナンパ！！本物のお嬢様たちが集う有名和裁専門学校生を狙って突撃ナンパ！！（9月25日、ハヤブサ）
- エステティックサロンで欲求不満の人妻が旦那に内緒で浮気三昧。男性エステティシャンの肉棒を受け入れ、性欲を発散させる…（10月10日、GIGOLO）
- 悩殺！生パンチラコレクション 4時間（10月15日、ジャネス）
- 眼鏡の似合う妹に手コキされました、4時間も。（11月19日、妄想族）
- イベント終わりのコスプレイヤーと中出し乱交（12月1日、ズッコン/バッコン）

2015年
- 非現実的妄想劇場 アナタの願望叶えます！ もしも…男だったらこんな風に起こされてみたい？いやらしいママの朝イチ起き抜けフェラチオ（1月13日、カルマ）
- 汚パンツJKマン汁垂れピストンオナニー（2月1日、妄想族）
- 危険日直撃！！子作りできるソープランド5（2月5日、Mr.michiru）
- 同じ屋根の下！？ 近親者が側にいるのに声を押し殺して生エッチする母娘を覗き見！！（2月10日、ブリット）
- 舐めて垂らして吐き掛けて匂い嗅ぐ べろ舐め（2月16日、フェティッシュジャパン）

### イメージビデオ
- 素人着エロ娘 まなちゃん 18才 有名校ミス○○の学園アイドル! 泣き虫っ娘（2010年10月29日、写女）
- 天使さえも喘ぐ（2010年12月24日、オルスタックピクチャーズ）
- 私にキケンな行為（2011年3月29日、オルスタックピクチャーズ）
- ロリっこ娘なう/長谷川しずく（2011年8月30日、オルスタックピクチャーズ）
- 純真乙姫 パイパン・18歳・潮吹き（2011年11月18日、ハレルヤ）
- ツンデレロリータ/長谷川しずく（2011年11月29日、オルスタックピクチャーズ）
- Pure Nude（2013年5月26日、ハレルヤ）
- PureMoeMix（2014年2月25日、日本コンテンツ流通）

## 出演

### テレビ
- 真っ裸AVナイト（2012年10月4日 - 7日/4日間、BSスカパー!241）
- 徳井義実のチャックおろさせて〜や クリスマスの催し（2013年12月20日/第3回、BSスカパー!241）
- 志村&鶴瓶のあぶない交遊録（2015年1月2日、テレビ朝日）
  - 英語禁止ボウリング

### web配信
- 今夜はみんなでOne for All（2011年7月23日、あっ!とおどろく放送局）[7]

### アダルトサイト
- るか 18歳 （REAL STREET ANGELS）
- ななえ 18歳 （PERFECT-G）
- 長谷川あゆみ 20歳 （OL制服! CLUB PAPER MOON）
- r329 金沢ゆみ （REAL FILE）
- No.416 SAKURA （Hime Mix）
- イイナリヒロイン（2014年3月14日、GIGA）

### ゲーム

#### PlayStation 4・PlayStation 3
- 龍が如く0 誓いの場所（2015年3月12日、セガ）女子大生・しずく役

### 映画
- エターナル・マリア（2015年8月6日公開、監督：阪本武仁）葵マリア役・主演